# Karipuna do Amapá
De Karipuna do Amapá of Karipúna, is een inheems volk dat woonachtig is in Terra Indígena Uaçá in de Braziliaanse deelstaat Amapá. Het is een gemengd volk dat voornamelijk langs de Caripirivier woont. Ze spreken Karipúna-Creools, een dialect van Frans-Guyaans Creools, en Portugees. Er zijn ongeveer 2.922 Karipuna do Amapá in Brazilië (2014) en kleine groep in Frans-Guyana.

## Geschiedenis
De Karipuna do Amapá zijn het resultaat van verschillende migraties en vermengingen met niet-inheemse volken zoals de Creolen uit Frans-Guyana, marrons, Arabieren uit Saint Lucia en Han-Chinezen. In de jaren 1830 waren de inheemsen door de Cabanagem revolutie verdreven van de monding van de Amazone naar het gebied ten zuiden van de Oiapoque. Er was een meningsverschil tussen Brazilië en Frankrijk over de grens, en het Oiapoquegebied werd beschouwd als neutraal terrein. Avonturiers, goudzoekers en marrons (weggelopen slaven) vestigden zich ook in het gebied en vermengden zich met de inheemse volken. In 1900 werd het grootste gedeelte definitief toegekend aan Brazilië.
In het begin van de 20e eeuw waren er ongeveer 150 Karipuna. In 1920 werd door Brazilië geprobeerd de verfranste bevolking te assimileren en het gebied te koloniseren. In 1925 mislukte de kolonisatiepoging door epidemieën. In 1934 werd er een school gesticht aan de Caripi. In de jaren 1970 werd een politieke groepering opgericht door de samenwerkende inheemse volken aan de Oiapoque, en werd er strijd gevoerd tegen de aanleg van de BR-156 weg door inheems stamgebied. Tussen 1982 en 1991 werd de Terra Indígena Uaçá gedemarceerd, een gebied van 5.181 km2 voor de volken van de Palikur, Uaçá Galibi en Karipuna do Amapá.

## Taal
De Karipuna do Amapá spraken oorspronkelijk de Karipúna do Uaçá-taal, maar de taal was rond 1900 al bijna uitgestorven. Karipúna-Creools, een dialect van Frans-Guyaans Creools, werd de spreektaal en de lingua franca van het Oiapoque-gebied. Er wordt door de scholing ook Portugees gesproken.

## Locatie
De Karipuna do Amapá wonen in het Terra Indígena Uaçá rond de Caripi. Het hoofddorp van de Palikur is Manga, maar er zijn nog 21 andere dorpen. Er vindt ook een emigratie naar Frans-Guyana plaats. Het belangrijkste dorp is Résidence Arc-en-ciel, dat in 1992 door Karipuna werd gesticht, maar ook een aanzuigende werking had voor andere Brazilianen.

## Galerij

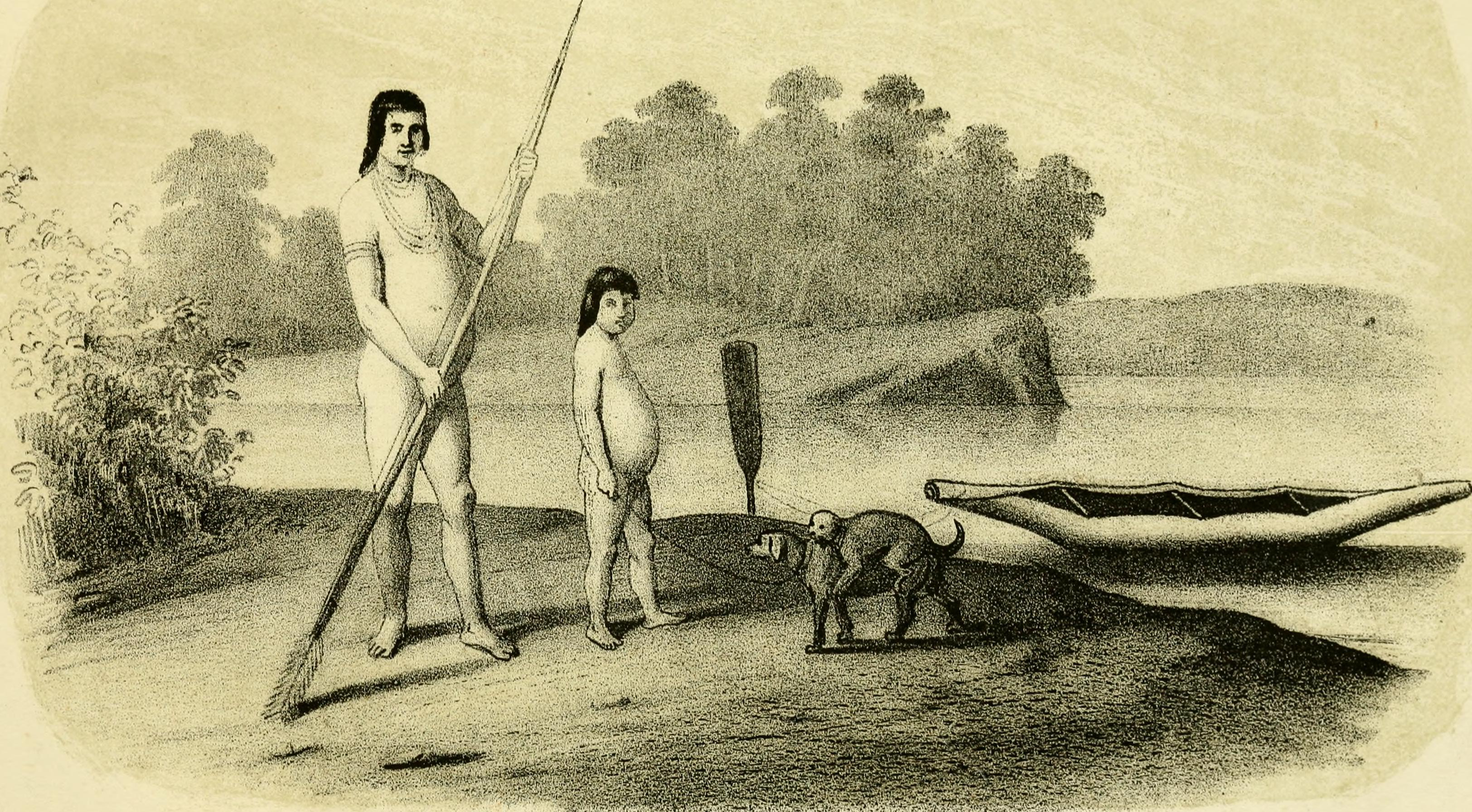
Karipuna aan de Amazone (1853)
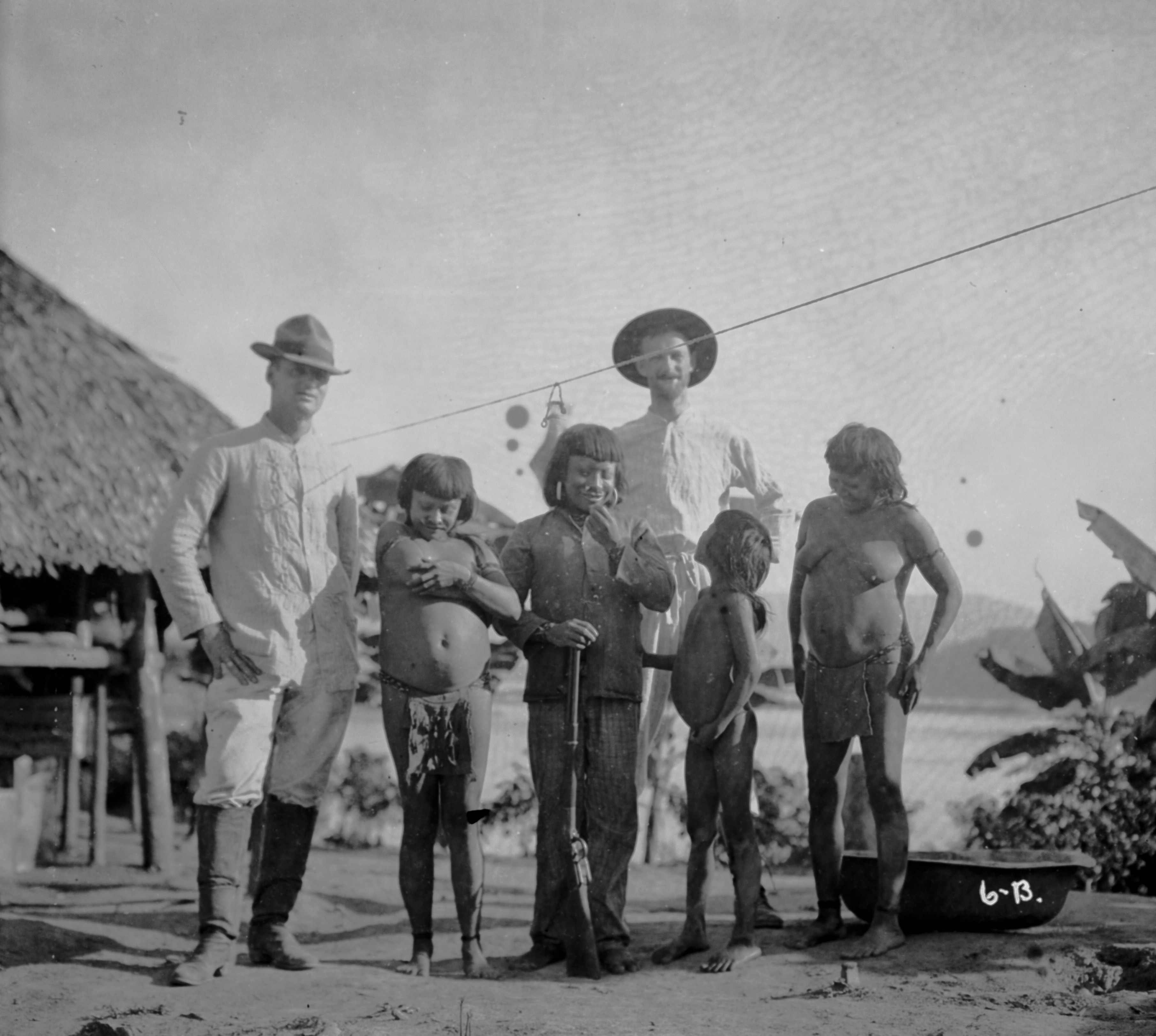
Karipuna (1910)
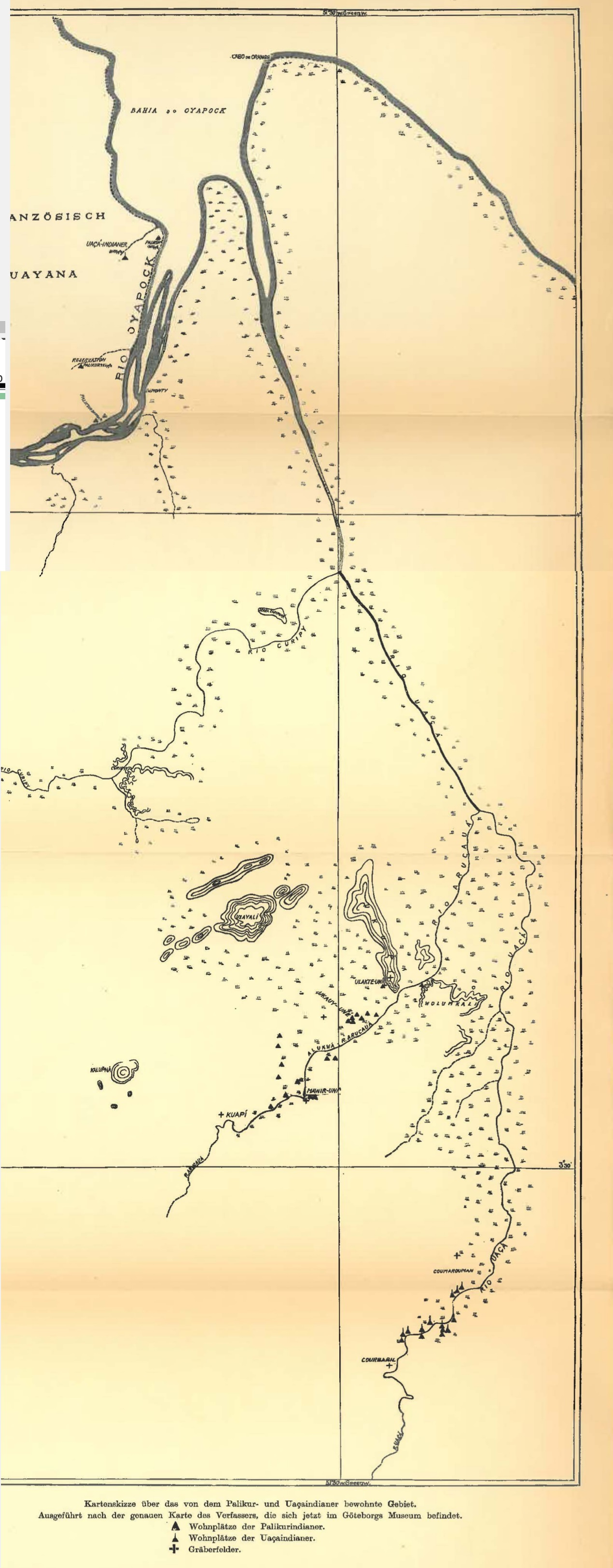
Kaart met de rivieren (Caripi is links in het midden)
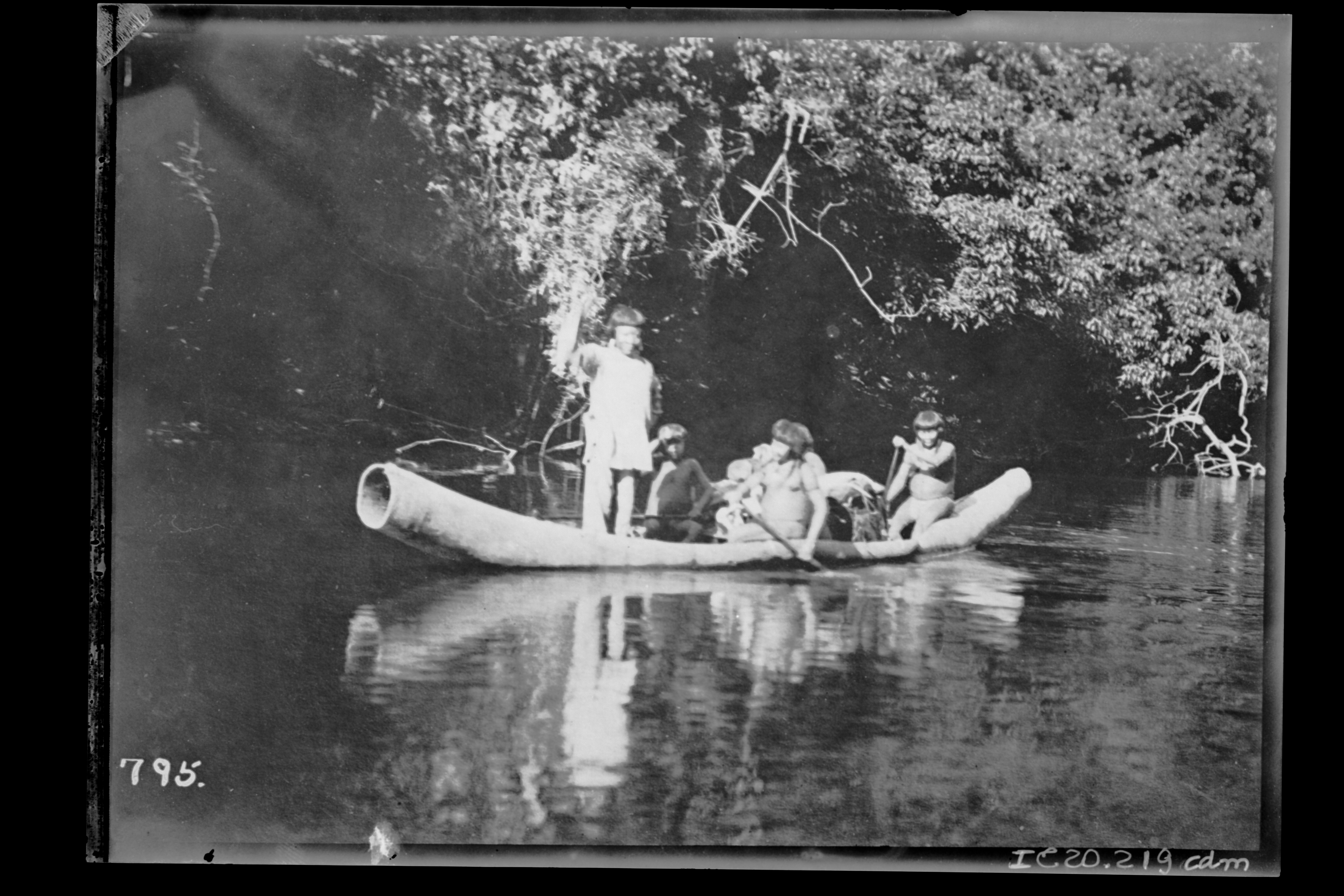
Kano in de rivier (1915)

Arowakken (Lokono) · Karaïben (Kari’na) · Palikur · Teko (Emerillon) · Wayampi · Wayana

Aparai · Karipuna do Amapá